# Naturschutzgebiet Inseln Böhmke und Werder
Koordinaten: 53° 56′ 51,2″ N, 14° 1′ 47,9″ O
Das Naturschutzgebiet Inseln Böhmke und Werder ist ein 118 Hektar großes Naturschutzgebiet in Mecklenburg-Vorpommern im Naturpark Insel Usedom unweit östlich  der Ortschaft Balm und nördlich von Neppermin. Die Unterschutzstellung erfolgte am 31. März 1971. Es umfasst die Inseln Böhmke und Werder sowie umliegende Bereiche des Nepperminer und Balmer Sees im Achterwasser und eine Landzunge im Norden. Die Flächen stellen ein wichtiges Bruthabitat für Küstenvögel dar.
Der aktuelle Gebietszustand wird als befriedigend eingeschätzt, da der Bruterfolg der Vögel durch hohen Prädatorendruck und Verbuschung der Flächen in den letzten Jahren nicht mehr gesichert ist. Die Landflächen des Naturschutzgebiets können nicht betreten werden. Eine gute Einsichtsmöglichkeit besteht an der Straße von Neppermin nach Balm.

## Geschichte
Die Inseln Böhmke und Werder gehen auf eiszeitlich entstandene Geschiebemergelhügel zurück, die im Laufe der Zeit Sandhaken ausbildeten. Die Schwedische Matrikelkarte aus dem Jahr 1693 zeigt eine Weidenutzung auf der Insel Böhmke. Die Insel Werder war im 18. Jahrhundert noch über eine Landbrücke mit der Insel Usedom verbunden. Nach dem Zweiten Weltkrieg wurde auf ihr für kurze Zeit Ackerbau betrieben. Beide Inseln wurden bis 1976 als Sommerweide genutzt. Ab dem Jahr 1978 erfolgte eine Beweidung mit Gotlandschafen, um die Flächen für die Küstenvögel offen zu halten.

## Pflanzen- und Tierwelt
Beide Inseln werden von einem umfangreichen Schilfgürtel, sowohl wasser- als auch landseitig, gesäumt. An den Kliffhängen finden sich Weißdorn, Schwarzerle  und verwilderte Kirschen. Von 1975 bis 1993 wurden durchschnittlich 13.000 und 1994 bis 2010 5.500 Brutpaare der Lachmöwe gezählt, in deren Schutz seit 1997 durchschnittlich 130 Flussseeschwalben-Paare siedeln.  In den Jahren zuvor brüteten bis zu 800 Brutpaare auf beiden Inseln.  Seit den 1990er Jahren siedeln beide Arten nur noch auf Böhmke. Durch die Präsenz des Rotfuchses wurde der Brutplatz aufgegeben. Weitere regelmäßige Brutvögel sind Brandgans, Graugans, Stockente, Schnatterente, Höckerschwan, Haubentaucher, Bläss- und Teichralle sowie Bartmeise, Drosselrohrsänger und Teichrohrsänger. Unregelmäßig brüten Austernfischer und Schwarzkopfmöwe.